# Mariusz Ciarka
Mariusz Ciarka (ur. 9 lutego 1979 w Gostyninie) – polski oficer Policji w stopniu inspektora, doktor nauk prawnych, w latach 2012–2016 rzecznik prasowy Komendanta Wojewódzkiego Policji w Krakowie, a w latach 2016–2024 rzecznik prasowy Komendanta Głównego Policji. W 2016 podczas Światowych Dni Młodzieży pełnił funkcję rzecznika prasowego centrum medialnego administracji rządowej. Członek Prezydium Rady Polityki Penitencjarnej III kadencji na lata 2020–2024. Dyrektor Biura Komunikacji Społecznej Komendy Głównej Policji. Redaktor naczelny Gazety Policyjnej i miesięcznika POLICJA997. Ekspert i doradca w zakresie kształcenia na kierunku Bezpieczeństwo Narodowe i Bezpieczeństwo Wewnętrzne na studiach I i II stopnia Krakowskiej Akademii im. Andrzeja Frycza Modrzewskiego w Krakowie.

## Życiorys
Jest absolwentem Liceum Ekonomicznego w Zespole Szkół im. Stanisława Staszica w Gąbinie, w którym uzyskał tytuł technika ekonomisty, specjalność ekonomika i organizacja przedsiębiorstw. Studiował w Wyższej Szkole Policji w Szczytnie na kierunku administracja w zakresie bezpieczeństwa i porządku publicznego uzyskując tytuł oficera dyplomowanego. Ukończył również studia prawnicze na Wydziale Prawa i Administracji Uniwersytetu Śląskiego uzyskując tytuł magistra prawa. Odbył tam również studia doktoranckie z zakresu prawa. W 2014 na podstawie napisanej pod kierunkiem Stanisława Pikulskiego rozprawy pt. Kryminalistyczne aspekty procesu wykrywczego w sprawach o zabójstwa na przykładzie spraw przeciwko życiu księży katolickich w latach 1980–1990 uzyskał na Wydziale Prawa i Administracji Uniwersytetu Warmińsko-Mazurskiego w Olsztynie stopień naukowy doktora nauk prawnych w zakresie prawa, specjalność prawo karne.
Ponadto ukończył studia podyplomowe w zakresie zarządzania kapitałem ludzkim na Wydziale Ekonomii i Stosunków Międzynarodowych Uniwersytetu Ekonomicznego w Krakowie. Wcześniej również szereg szkoleń policyjnych i pozapolicyjnych, m.in.: rezerwy kadrowej na stanowisko naczelnika wydziału kryminalnego, zwalczania przestępczości narkotykowej, zarządzania projektami, zarządzania jakością, współpracy z mediami.
W latach 1998–2005 pracował w służbach kryminalnych komendy powiatowej Policji w Gostyninie (wcześniej komendy rejonowej Policji) na stanowisku policjanta i detektywa wydziału kryminalnego (w zespole operacyjno-rozpoznawczym, sekcji ds. przestępczości kryminalnej).
Od 2005 funkcjonariusz Komendy Wojewódzkiej Policji w Krakowie. W latach 2005–2012 w tzw. gabinecie Komendanta Wojewódzkiego Policji w Krakowie (specjalista ds. zarządzania jakością, a następnie ekspert ds. współpracy międzynarodowej w Wydziale Prezydialnym). W tym czasie od 2008 roku do 2012 roku pełnił również funkcję pełnomocnika Małopolskiego Komendanta Wojewódzkiego Policji ds. Pomocy Wdowom i Sierotom po Poległych Policjantach. 
Od 2016 roku funkcjonariusz Komendy Głównej Policji na stanowisku Rzecznika Prasowego Komendanta Głównego Policji w latach 2016-2024 oraz Dyrektora Biura Komunikacji Społecznej Komendy Głównej Policji w latach 2020-2024. Do chwili obecnej był policjantem najdłużej piastującym stanowisko Rzecznika Prasowego Komendanta Głównego Policji w historii Policji.
W 2012 podczas Mistrzostw Europy w Piłce Nożnej EURO 2012 pełnił funkcję rzecznika prasowego małopolskiej Policji, a następnie Zastępcy Naczelnika Wydziału Prezydialnego. Od września 2013 roku rzecznik prasowy Małopolskiego Komendanta Wojewódzkiego Policji (w 2013 pełnił również funkcję pełnomocnika Komendanta Wojewódzkiego Policji ds. współpracy z samorządami i organizacjami pozapolicyjnymi). Rzecznik prasowy policji między innymi podczas operacji policyjnych związanych z zapewnieniem bezpieczeństwa na czas Mistrzostw Świata w Piłce Siatkowej Mężczyzn 2014, podczas Mistrzostw Europy w Piłce Ręcznej Mężczyzn 2016, Szczytu NATO 2016 w Warszawie i Światowych Dni Młodzieży.

## Odznaczenia
- Brązowy Medal za Długoletnią Służbę – 2017 rok[11]
- Srebrna odznaka „Zasłużony Policjant” - 2020 rok[12]
- Brązowa odznaka „Zasłużony Policjant” – 2014 rok[13]
- Brązowa odznaka „Za Zasługi w Pracy Penitencjarnej” – 2014 rok[14]
- Odznaka honorowa „Za Zasługi dla turystyki” – 2011 rok[15]
- Medal Komisji Edukacji Narodowej - 2020 rok[16]
- Odznaka honorowa „Za zasługi dla statystyki RP” - 2012 rok[17]
- Medal Błogosławionego ks. Jerzego Popiełuszki – 2018 rok[18]
- Odznaka Akcji „Burza” – 2018 rok[19]
- Medal XXV lecia NSZZ Policjantów – 2015 rok[20]
- Medal XX lecia NSZZ Policjantów – 2011 rok[21]
- Odznaka honorowa NSZZ Policjantów – 2011 rok[22]
- Złoty Krzyż za zasługi dla NSZZ Policjantów woj. małopolskiego - 2019 rok
- Medal 100-lecia Polskiego Komitetu Olimpijskiego - 2020 rok[23]
- Medal Mikołaja Kopernika ZBP - 2023 rok[24]